# Armée rouge (Bavière)
Pour les articles homonymes, voir Armée rouge (homonymie).
L'Armée rouge fut une unité militaire en Bavière (Allemagne), formée en avril 1919 d'après le modèle soviétique. Elle visait à défendre la république des conseils de Bavière mais ne parvint pas à s'opposer au gouvernement de façon efficace.
Ses commandants furent Rudolf Egelhofer (1896-1919), Ernst Wollenberg (de) (1892-1973), Ernst Toller (1893-1939) et Gustav Klingelhöfer (1888-1961). Les troupes sont estimées à environ 10 000 hommes, dont tous ne furent cependant pas mobilisés en même temps.

## Opérations
Le 13 avril, l'armée rouge déloge les troupes gouvernementales de Dachau. Fin avril, la Reichswehr et les corps-francs lancent une offensive sur Munich, l'armée rouge se disloque et n'apparaît désormais plus comme une unité soudée. Ses membres sont par la suite poursuivis devant la justice, et nombre d'entre eux condamnés.